# Jorge Dodsworth Martins
Jorge Dodsworth Martins (Ponte Nova, 19 de fevereiro de 1884 – Rio de Janeiro, 1984) foi um vice-almirante brasileiro.
Foi ministro da Marinha do Brasil, de 30 de outubro de 1945 a 29 de setembro de 1946.
Pertencente matrilinearmente à afamada família política de origem inglesa Dodsworth, esteve embarcado como imediato do vapor de guerra Comandante Ferraz, comandante da Canhoneira Fluvial Acre, imediato do Cruzador Bahia (C-12), comandante do contratorpedeiro CT Paraná (CT-8), comandante do contratorpedeiro CT Piauhy (CT-3), comandante do contratorpedeiro CT Alagoas (CT-6), comandante do paquete Comandante Alvim, comandante do monitor fluvial Pernambuco e comandante do Vital de Oliveira. Durante a Segunda Guerra Mundial foi o comandante da Divisão de Cruzadores.
Foi associado representativo do Rotary Club do Rio de Janeiro, o pioneiro dentre todos os de língua portuguesa, e seu presidente no período 1952-1953.